# Săliștea
Săliștea là một xã thuộc hạt Alba, România. Dân số thời điểm năm 2002 là 2383 người.